# Воробушки
«Воробушки» (англ. Sparrows) — немая мелодрама 1926 года.

## Сюжет
Посреди болот на юге Америки находится ферма, где зловещая семья Гримсов содержит приют для сирот. Приют больше похож на тюрьму, так как с детьми плохо обращаются и морят их голодом. Старшая девочка Молли заботится о своих маленьких товарищах по несчастью и пытается всячески поддерживать их дух. Когда на ферму обращает внимание полиция, Гримс приказывает своему сыну Эмброузу утопить Дорис, похищенную ранее из города, в болоте.
Молли спасает девочку, а затем вместе с остальными воробушками организовывает побег. Их путь лежит через опасные топи, полные аллигаторов…

## Факты
- Премьера фильма состоялась 14 мая 1926 года.
- Режиссёр Уильям Бодайн не слишком заботился о безопасности актёров. В сцене, где Мэри Пикфорд переносит ребёнка через кишащее аллигаторами болото, он настоял, чтобы актриса несла настоящего ребёнка, а не куклу. Несмотря на то, что челюсти хищников были связаны, Мэри Пикфорд поклялась, что Бодин никогда больше не будет работать ни с ней самой, ни на её компанию. Она сдержала слово, и United Artists больше не приглашала Бодина[1].

## В ролях
- Мэри Пикфорд — Молли
- Густав фон Сейффертиц — мистер Гримс
- Спек О`Доннелл — Эмброуз Гримс
- Шарлотта Мино — миссис Гримс
- Мэри Луиза Миллер — Дорис Уэйн